# Vaccino anti-epatite A
Il vaccino antiepatite A è un vaccino indicato per la profilassi (immunizzazione attiva) dell'epatite A, infezione acuta del fegato causata dal virus HAV (Hepatovirus, genere Enterovirus, famiglia Picornaviridae). Il vaccino è ottenuto utilizzando ceppi di virus inattivati adiuvati con preparati contenenti alluminio o con virosoma, particolare struttura sferica fosfolipidica. Il vaccino è somministrato per via intramuscolare; lo schema vaccinale prevede la somministrazione di due dosi, la seconda dopo 6-18 mesi
dalla prima.
La protezione dall'infezione compare 14-21 giorni dopo la prima dose di vaccino e dura per circa 12 mesi; con la somministrazione della seconda dose di vaccino l¹immunizzazione ha una durata di circa 10 anni.

## Caratteristiche

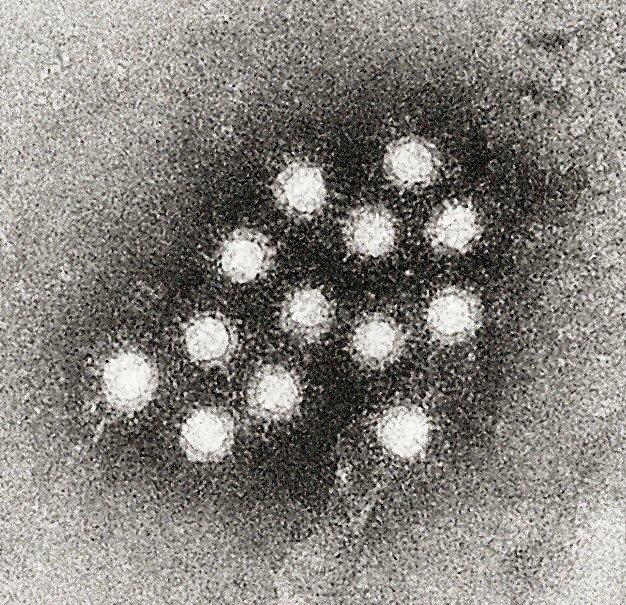
Virus dell'Epatite A.

Il vaccino per la profilassi dell'epatite A è una sospensione sterile contenente ceppi HM 175 del virus dell'epatite A, coltivati in cellule fibroblastiche diploidi umane, inattivati con formaldeide e adsorbiti su alluminio idrossido.
Ogni mL della sospensione disponibile in commercio contiene 720 U.E. (unità ELISA).
Il vaccino, se conservato a temperature di 2-8 °C, è valido per 2 anni.
Il vaccino dell'epatite A conferisce un'immunità attiva contro il virus dell'epatite A (HAV) e induce la produzione di anticorpi specifici anti-HAV. La risposta anticorpale ottenuta dopo la vaccinazione è superiore a quella ottenuta dopo la somministrazione di immunoglobuline. La sieroconversione si può osservare nel 95% dei soggetti immunocompetenti vaccinati con una sola dose e nel 99% dei soggetti che hanno ricevuto una seconda dose 15-30 giorni dopo la prima. Le prime due dosi conferiscono immunità per circa un anno, mentre una dose di richiamo, somministrata dopo 6-12 mesi, assicura una protezione dal virus per circa 10 anni.
La vaccinazione contro l'epatite A è soprattutto consigliata nei soggetti che viaggiano o lavorano nei Paesi a elevata endemicità (Africa, Asia, Medio Oriente, Sud e Centro America, bacino del Mediterraneo) o nelle zone in cui le condizioni igieniche carenti possono aumentare il rischio di infezione, nel personale medico e paramedico che può più frequentemente venire a contatto con il virus (es. addetti ai reparti di pediatria o gastroenterologia), nel personale addetto alla manipolazione degli alimenti, nei soggetti a stretto contatto con individui già infetti, nei soggetti con numerosi partner sessuali e in quelli che abusano di droghe iniettabili. È in via di commercializzazione un vaccino preparato per combinazione del vaccino dell'epatite B (ottenuto mediante tecnica del DNA ricombinante) con il vaccino inattivato dell'epatite A.
Attualmente in Italia, è resa come vaccinazione obbligatoria solo in Puglia, in seguito alla legge regionale, che ha seguito i picchi di infezione da HAV negli anni 1996-1997.
Negli adulti e nei bambini di età superiore a 10 anni si somministrano 720 U.E. (1 mL) di vaccino per iniezione i.m. nel muscolo deltoide. La stessa dose va ripetuta dopo 15-30 giorni e dopo 6-12 mesi. Nel bambino le dosi vanno dimezzate (0,5 mL, cioè 360 U.E.).

## Avvertenze
Copertura vaccinale: come per tutti i vaccini, anche per il vaccino antiepatite A l'immunizzazione ottenuta potrebbe non essere completa in tutti i pazienti.
Profilassi per l'epatite A in caso di viaggio: in caso di viaggio in un'area endemica per l'epatite A, la somministrazione del vaccino per la profilassi deve essere effettuata almeno 2-4 settimane prima della partenza (la protezione dall'infezione compare 14-21 giorni dopo la prima dose di vaccino). Se la partenza è ravvicinata (entro le 2 settimane), utilizzare per la profilassi le immunoglobuline. Sulla base delle linee guida fornite dall'ACIP, Advisory Committee on Immunization Practices, dei CDC (Centers for Disease Control and Protection), la protezione ottenuta con il vaccino o con le immunoglobuline in caso di post-esposizione risulterebbe sovrapponibile nei bambini e negli adulti di età uguale o minore di 40 anni. Pertanto l'ACIP raccomanderebbe di somministrare una singola dose di vaccino mono-antigene anche in caso di partenza ravvicinata e di unire al vaccino il trattamento con immunoglobuline (0,02 mL/kg per via intramuscolare, sede di inoculo diversa dal vaccino) nel caso l'individuo sia anziano, immunodepresso, con patologie croniche (in particolare a carico del fegato).
Anticorpi antiepatite A: il vaccino per l'epatite A provoca la formazione di anticorpi qualitativamente differenti rispetto a quelli rintracciabili nella saliva e nel secreto delle ghiandole paratiroidi in soggetti con immunità naturale (IgA, IgG), ma questo non è risultato influire sull'efficacia del vaccino. Potrebbe essere utile verificare la presenza di anticorpi antiepatite A prima della vaccinazione nei seguenti casi: 1) sospetto di un precedente contatto con il virus; 2) presenza o storia pregressa di ittero; 3) residenza in aree geografiche con una prevalenza medio-alta per l'epatite A; 4) appartenenza a gruppi etnici o categorie particolari (es. tossicodipendenti) con prevalenza alta per l'epatite A. La sieropositività verso l'epatite A non costituisce una controindicazione alla somministrazione del vaccino.
Infezione virale in atto: in caso di somministrazione del vaccino per l'epatite A nel periodo di incubazione del virus, il vaccino potrebbe non essere efficace nel prevenire l'infezione.
Pazienti immunodepressi: il vaccino per l'epatite A, in quanto vaccino inattivato, può essere somministrato a persone con un sistema immunitario compromesso. In questi pazienti la risposta anticorpale potrebbe non essere ottimale.
Infezione da HIV: l'infezione da HIV non costituisce una controindicazione alla vaccinazione con il vaccino per l'epatite A. Anzi in questa classe di pazienti, la somministrazione del vaccino per l'epatite A è raccomandato sebbene la copertura vaccinale potrebbe non essere totale (risposta anticorpale limitata).
Immunizzazione con due vaccini per l'epatite A diversi: la seconda dose di vaccino può essere effettuata con un vaccino inattivato per l'epatite A diverso da quello impiegato per la prima dose. L'utilizzo di due vaccini differenti per l'immunizzazione primaria verso l'epatite A non è possibile quando il vaccino antiepatite A è combinato con il vaccino antiepatite B. In questo caso lo schema vaccinale, che prevede 3 dosi anziché 2, deve essere cominciato e continuato con lo stesso tipo di vaccino combinato.
Pancreatite: il vaccino per l'epatite A, sia come tale sia combinato con quello per l'epatite B, può raramente provocare pancreatite, anche nella forma più grave di pancreatite necrotizzante. Il meccanismo con cui la vaccinazione per l'epatite A possa provocare pancreatite non è noto, possibili ipotesi comprendono: 1) reazione immunologica a uno degli antigeni contenuti nel vaccino; 2) reazione anafilattica mediata da istamina e leucotrieni il cui rilascio è stato provocato da uno o più antigeni del virus per l'epatite A.
Compatibilità del vaccino per l'epatite A con altri vaccini: la vaccinazione per l'epatite A può essere somministrata contemporaneamente alle seguenti vaccinazioni, utilizzando sedi differenti per ciascuna iniezione: epatite B (se non si utilizza il vaccino combinato), difterite, poliomielite (vaccino orale e inattivato), tetano, tifo (vaccino orale), colera, encefalite giapponese, febbre gialla.
Vaccino antiepatite adiuvato con virosoma: questo vaccino è realizzato utilizzando, come immunoadiuvante, il virosoma che lega il virus inattivato dell'epatite A. Il virosoma è una struttura fosfolipidica sferica nella cui composizione sono presenti anche gli antigeni (emoagglutinina e neuroaminidasi) del virus influenzale. La presenza di tali antigeni non conferisce protezione verso l'infezione virale influenzale e pertanto non può essere considerata un'alternativa al vaccino antinfluenzale. Il vaccino antiepatite A adiuvato con virosoma non è raccomandato in bambini di età inferiore a 5 anni.
Pazienti splenectomizzati: nei soggetti in cui è stata asportata la milza, la seconda dose del vaccino antiepatite A dovrebbe essere somministrata dopo 6 mesi dalla prima dose, perché in questa classe di pazienti il titolo anticorpale tende a essere basso.
Somministrazione intradermica: nel caso il vaccino per l'epatite A dovesse essere somministrato per via intradermica preferire vaccini non contenenti alluminio perché più tollerabili a livello cutaneo.
Reazioni anafilattiche: la somministrazione del vaccino per l'epatite A dovrebbe avvenire avendo sempre a disposizione misure efficaci per controllare eventuali reazioni anafilattiche (es. soluzione di adrenalina diluita 1:1000).
Gravidanza: poiché il vaccino per l'epatite A è un vaccino inattivato non esiste una controindicazione assoluta all'impiego in gravidanza (il rischio potenziale di esporre il feto all'infezione è minimo), ma si raccomanda di valutare comunque attentamente il rapporto rischio/beneficio (rischio intrinseco connesso con la vaccinazione e protezione della madre e del bambino verso l'infezione virale).
Allattamento: i dati di letteratura relativi alla somministrazione del vaccino per l'epatite A durante l'allattamento sono limitati. Le schede prodotto dei diversi vaccini non raccomandano o raccomandano estrema cautela nel somministrare questa vaccinazione alle donne che allattano.
Conservazione: conservare il vaccino per l'epatite A a temperature comprese fra 4 °C e 8 °C al riparo dalla luce. Il vaccino non deve essere congelato e soprattutto non deve essere somministrato dopo congelamento.
Tiomersale: questo eccipiente potrebbe essere presente in tracce come residuo del processo di fabbricazione.